# История почты и почтовых марок Сирии
История почты и почтовых марок Сирии, государства в Западной Азии, на Ближнем Востоке, граничащего с Ливаном и Средиземным морем на западе, Турцией на севере, Ираком на востоке, Иорданией на юге и Израилем на юго-западе, условно подразделяется на следующие этапы развития почтовой связи:
- период нахождения в составе Османской империи (до 1919);
- период французской военной оккупации (1919—1922), в течение которого с 1919 года начали издаваться почтовые марки для оккупированной сирийской территории;
- период управления Францией по мандату Лиги Наций (1923—1941), с выпуском почтовых марок с 1924 года;
- период независимости Сирии (с 1941, официально с 1946)[1][2].

Независимая Сирия принята в ряды Всемирного почтового союза (ВПС; в 1946), и почтовые услуги в стране в настоящее время оказывает компания Syrian Post.

## Развитие почты

### Османский период
С XVI века сирийские земли были захвачены турками и находились под их контролем в течение следующих четырёх столетий. До поражения турок в Первой мировой войне Сирия входила в состав Османской империи в качестве провинции, поэтому там работала обширная сеть османских почтовых отделений.
В 1852—1914 годах на этой территории также функционировало французское почтовое отделение, а в 1870—1872 годах в Латакии работало египетское почтовое отделение.
С 1883 года до 1919 года на территории провинции Сирия в обращении были почтовые марки Османской империи.

### Первая мировая война
После оккупации англо-египетскими войсками в 1917 году южной части османской провинции Сирия (Сирия, Палестина и Иордания) там было установлено британское военное управление Египетской экспедиционной армии, которое организовало собственную почтовую службу.
В сентябре 1918 года, после поражения турок, бо́льшая часть Сирии попала под французскую военную оккупацию, будучи разделённой на прибрежную зону со столицей в Бейруте, которая впоследствии стала Ливаном, и внутреннюю зону, контролируемую арабами, со столицей в Дамаске. На занятой территории французские оккупационные власти взяли в свои руки и организацию почтового дела.
В марте 1920 года эмир Хиджаза Фейсал, подняв восстание против владычества французов при поддержке англичан, создал в центральной Сирии Арабское королевство, располагавшее собственным почтовым ведомством. 11 марта 1920 года Фейсал был провозглашён королём Сирии, но уже в июле того же года был свергнут французами, после чего Арабское королевство Сирия было объединено с французской зоной.

### Последующее развитие
С 1923 года Франция получила мандат Лиги Наций на управление всей территорией Сирии и Ливана. В том же году почтовые службы Сирии и Ливана были объединены в одну почтовую администрацию. При этом в почтовом отношении также не делалось различий для отдельных подмандатных государств (Алеппо и Дамаск).
В 1924 году почтовые ведомства Сирии и Ливана были снова разделены.

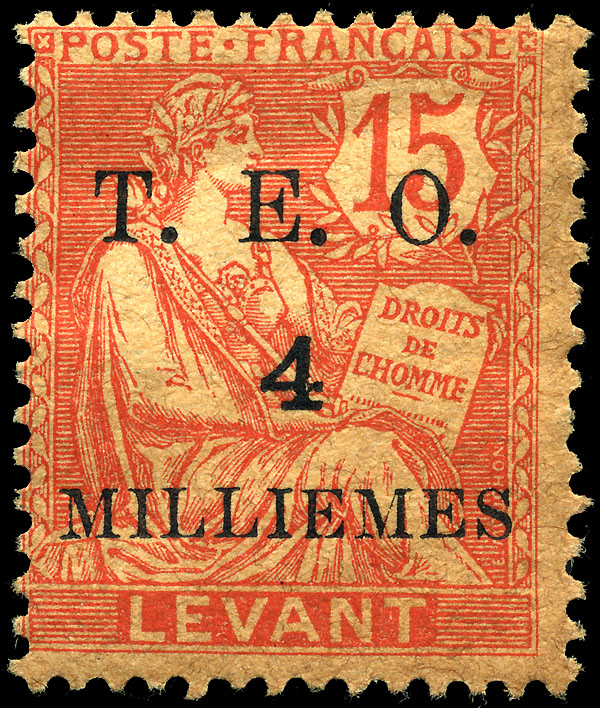
Французская марка колониального типа для Леванта с надпечаткой «T. E. O.», сделанной Администрацией Оккупированных вражеских территорий (1919)

Провозглашение страной независимости в 1941 году и официально в 1946 году привело к созданию национальной почтовой администрации, которая 15 мая 1946 года стала полноправным членом ВПС. 1 февраля 1958 года Сирия и Египет объединились, образовав Объединённую Арабскую Республику (ОАР), но Сирия при этом сохранила определённую почтовую самостоятельность.
28 сентября 1961 года Сирия вышла из состава ОАР и стала называться Сирийской Арабской Республикой (САР).
В конце 1972 года в Сирии насчитывалось 434 почтовых бюро и их филиалов, находившихся в ведении управления почт, телеграфа и телефона министерства коммуникаций страны.
За почтовое обслуживание в стране в настоящее время отвечает компания англ. Syrian Post.

## Выпуски почтовых марок

### Французская военная оккупация
С 1919 года и по 1922 год на сирийской территории, оккупированной французскими войсками, использовались почтовые марки Франции и французской почты в странах Леванта с соответствующими надпечатками. Так, 21 февраля 1919 года появились марки с надпечаткой фр. «T. E. O.» (от «Territoires ennemis occupés» — «Оккупированные вражеские территории»), а также стоимости в египетской валюте. Эти знаки почтовой оплаты в конце 1919 года заменили на территории Сирии марки британского военного управления.
В 1920 году в обращение поступили марки Франции с надпечаткой «O. M. F. Syrie» (то есть «Occupation militaire francaise Syrie» — «Французская военная оккупация. Сирия»). При этом на них была также сделана надпечатка стоимости в египетской валюте (четыре номинала) и сирийской (12 номиналов).
Эмиссия марок с указанной надпечаткой осуществлялась до 1922—1923 годов.

Примеры марок с надпечаткой «O. M. F. Syrie» времён французской оккупации Сирии
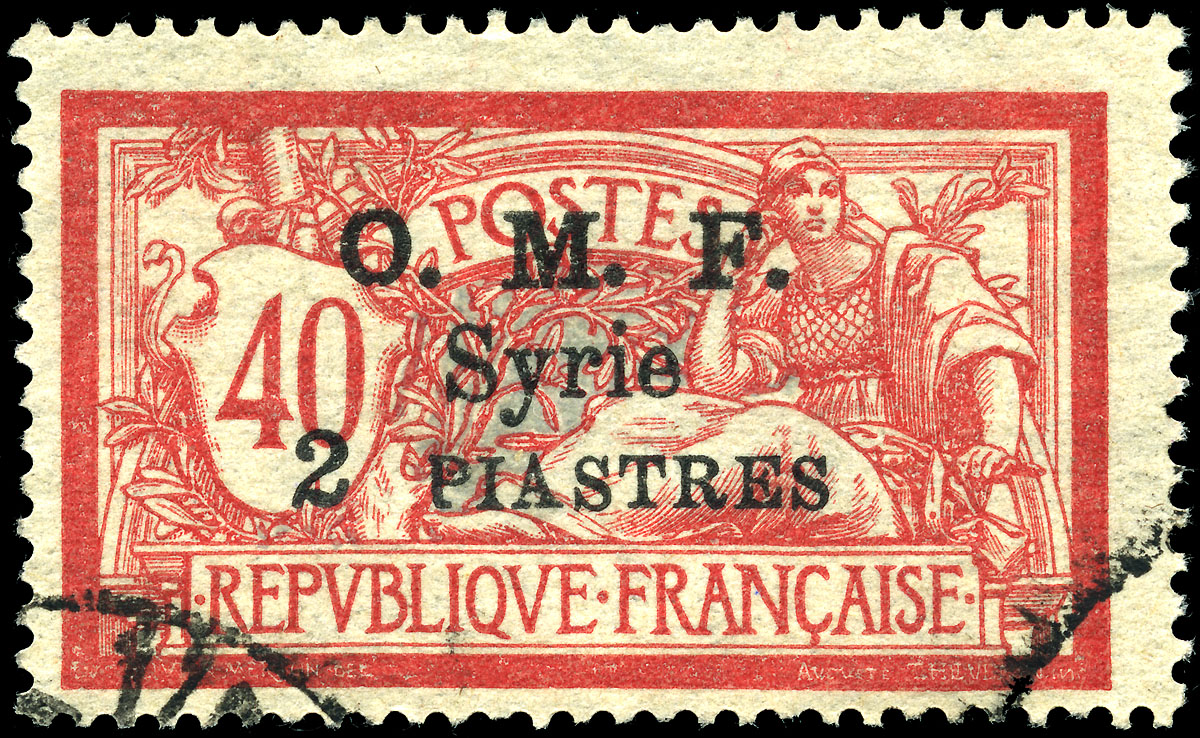
Надпечатанная марка Франции типа «Мерсон»[фр.] (1921)
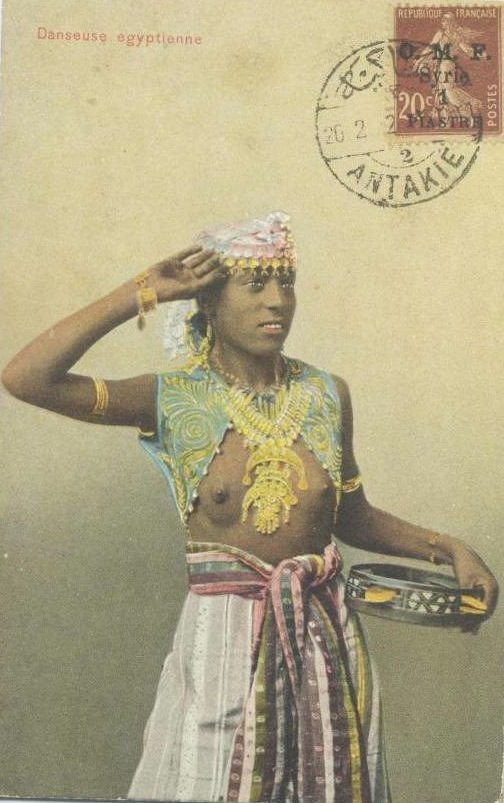
Марка типа «Камея Сеятельница»[фр.][9] на открытке со штемпелем Антакьи

### Арабское королевство Сирия
В короткий период существования Арабского королевства Сирия в Дамаске на почтовых марках Османской империи 1913—1919 годов выпуска нанесли надпечатку арабского текста араб. «?»‎ («Хакума эль Арабийя» — «Арабское правительство»), и на некоторых марках была также сделана надпечатка нового номинала в египетской валюте. Первые подобные марки поступили в обращение в марте 1920 года; арабские надпечатки на них встречаются различных цветов — красного, зелёного, чёрного и др. Кроме того, была надпечатана гербовая марка номиналом в 5 пара.
Первые, временные, знаки почтовой оплаты с надпечаткой османских марок оставались в почтовом обращении королевства около двух месяцев и некоторое время использовались параллельно с почтовыми марками Египетской экспедиционной армии и последующими обычными сирийскими выпусками.
После провозглашения Фейсала королём и израсходования запасов марок с надпечатками арабское правительство Сирии эмитировало в том же 1920 году серию из восьми почтовых марок оригинальных рисунков и с арабскими надписями, в зубцовом и беззубцовом исполнении.
В марте 1920 года на одной из марок оригинальной серии, номиналом в 5 милльемов, розового цвета, появилась памятная зелёная надпечатка на арабском языке араб. «?»‎ («В ознаменование независимости Сирии. 8 адара (марта) 1920 года»). Встречаются марки с перевёрнутыми надпечатками.
Марки Арабского королевства Сирия имели хождение в Дамаске, Халебе (Алеппо), Хомсе и Хаме. В августе того же года все марки королевства были изъяты из обращения и заменены марками французской зоны оккупации.
После объединения Арабского королевства Сирия с французской зоной на марках номиналов в сирийской валюте были нанесены контрольные надпечатки. Последние имели вид квадратного орнамента чёрного и красного цветов (вследствие различия валют). Эти марки имели хождение в Халебе. Известны также местные надпечатки, которые чаще всего выполнялись вручную.
В апреле 1921 года обращение марок с указанными надпечатками было отменено, и до 1923 года на территории Сирии к оплате почтовой корреспонденции были приняты марки Франции без каких-либо надпечаток.

### Французский мандат
После создания в 1923 году Французского мандата в Сирии и Ливане для почтовых нужд в обеих странах стали употреблять марки Франции с надпечаткой: фр. «Syrie Grand Liban» («Сирия — Великий Ливан») и стоимости в местной валюте. Эти марки выходили в сентябре — декабре 1923 года.

Примеры марок Французского мандата в Сирии и Ливане с надпечатками
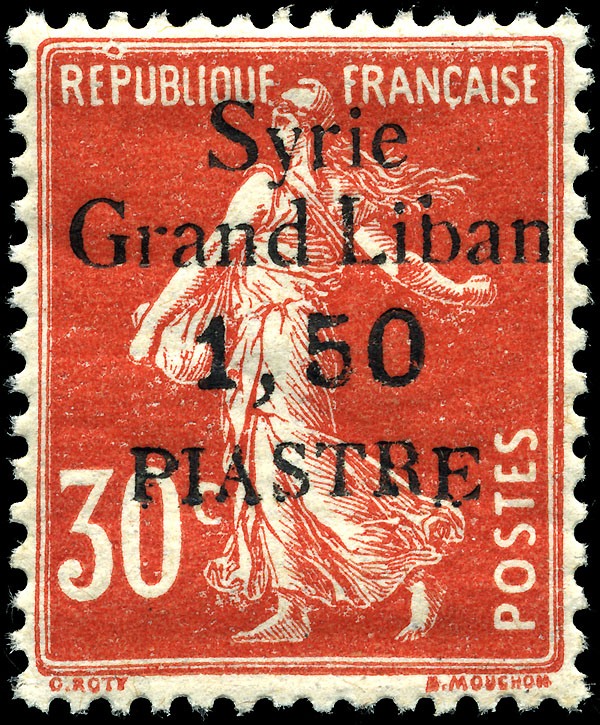
1923: марка Франции типа «Камея Сеятельница»[фр.][9] с надпечаткой «Syrie Grand Liban» («Сирия — Великий Ливан»)
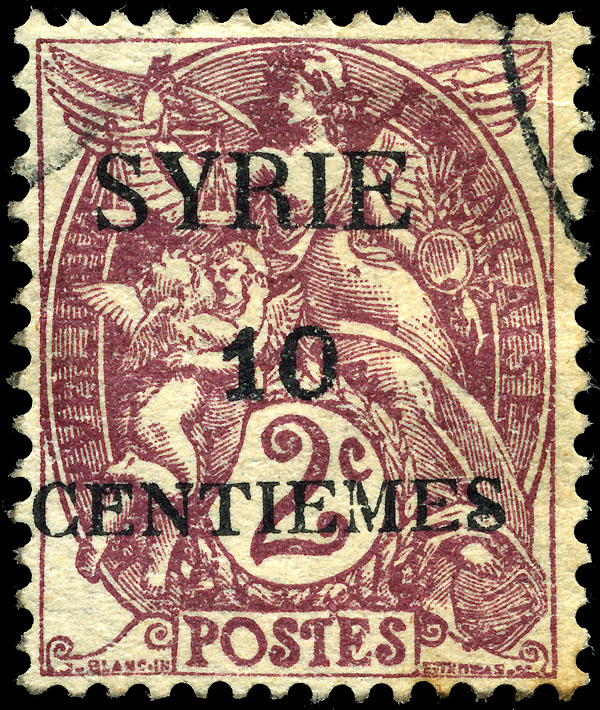
1924: марка Франции типа «Блан»[фр.] с надпечаткой «Syrie» («Сирия»)

С 1 января 1924 года на издававшихся в Сирии почтовых марках отражалось каждое изменение правительства страны. В частности, после разделения почт Сирии и Ливана с июня 1924 года в Сирии использовались почтовые марки Франции с надпечаткой слова «Syrie» («Сирия») и указания стоимости в местной валюте. В числе надпечатанных подобным образом французских марок был и Олимпийский выпуск. В июле 1924 года было осуществлено переиздание всех этих марок за счёт изменения надпечатки — с добавлением названия страны и номинала на арабском языке.
С 1925 года для Сирии выпускались собственные марки с надписями «Syrie» и «Postes» («Почта»). Первыми подобными марками стала четвёртая стандартная серия 1925 года с оригинальными рисунками, состоявшая из 13 номиналов.
В 1929 году была издана серия памятных марок, приуроченных к проведению промышленной выставки в Дамаске. С этой целью на марках стандартной серии была нанесена памятная надпечатка на двух языках. Тираж данного выпуска составил 20 тысяч серий.

### Сирийская Республика

#### Последние годы французского мандата
С 1934 года в обращении находились почтовые марки с текстом «République syrienne» («Сирийская Республика»), который затем был изменён на «Syrie». Эмиссия марок с такими надписями продолжалась до конца 1957 года.
Первый почтовый блок был издан 30 июля 1938 года в ознаменование 10-летия перелёта по маршруту Марсель — Бейрут. Известен редкий беззубцовый вариант этого блок, отпечатанный тиражом 100 экземпляров.
Почти все выпущенные до 1940-х годов сирийские марки оригинальных рисунков существуют как с зубцами, так и без зубцов.

#### Независимость
Провозглашение страной независимости в 1941 году было отмечено памятной серией, которая попала в обращение лишь в апреле 1942 года. Серия включала четыре почтовые марки с портретом президента республики и блок, а также две авиапочтовые марки. Почтовый блок был эмитирован малым тиражом — 200 экземпляров.
По случаю первой годовщины независимости в сентябре 1942 года выходили три марки и три блока. Большинство сирийских марок, изданных до 1958 года, имеют беззубцовые варианты. До 1958 года было осуществлено издание 47 блоков, не считая вариантов без зубцов.

### Объединённая Арабская Республика
После образования ОАР в обращении были почтовые марки с надписью англ. «UAR» («ОАР»). Однако ввиду различия валют в обеих частях государства — Сирии и Египте — каждая из них самостоятельно отвечала за эмиссию марок.
Первые марки ОАР имели символический рисунок и надпись «United Arab Republic» («Объединенная Арабская Республика»). Последующие выпуски на территории сирийской части ОАР содержали эту надпись на марках на английском и французском языках («République arabe unie») полностью или сокращённо.
В 1958 году издавался почтовый блок с флагом страны, всего же в рамках ОАР Сирией было выпущено четыре блока.
За период нахождения Сирии в составе ОАР сирийским почтовым ведомством была эмитирована 101 марка.

### Сирийская Арабская Республика
После выхода Сирии в 1961 году из состава ОАР и переименования в Сирийскую Арабскую Республику (САР) в обращение поступили марки САР. При этом на почтовых марках вначале была надпись: англ. «Syrian Arab Republic» («Сирийская Арабская Республика»), затем — «Syrian A.R.» («Сирийская АР») или даже просто «Syria» («Сирия»). На этих марках было также указано: «Postage» («Почтовый сбор»).
В 1961 году на марках первой памятной серии ОАР был запечатлён зал заседаний парламента, а на блоке — флаг Сирии.
В общей сложности за период с 1919 по 1963 год в Сирии было издано 477 почтовых марок и 19 блоков.

### Тематика
По тематике памятные серии Сирийской Республики, появившиеся после провозглашения независимости, были посвящены:
- восстановлению конституционного правления,
- эвакуации иностранных войск,
- введению обязательной воинской повинности,
- основанию университета,
- созданию Арабского почтового союза,
- годовщинам независимости,
- международным ярмаркам в Дамаске,
- другим событиям и датам.

Марки Сирии времён ОАР в основном посвящались внутренним сирийским событиям:
- международным ярмаркам в Дамаске,
- экспонатам сирийских музеев[англ.],
- открытию нефтеперегонного завода в Хомсе,
- открытию железнодорожной линии Латакия — Халеб и др.

Темы марок САР похожи на таковые для других арабских стран и большей частью связаны с национальными и общеарабскими датами и событиями, а также отражают международные события, такие как юбилеи ООН, Олимпийские игры и т. п.
Сюжеты советской и российской тематики, объединяемые направлением коллекционирования «Россика», также представлены на ряде почтовых выпусков САР. Так, в 1968 году выходила серия из трёх авиапочтовых марок о строительстве ГЭС на Евфрате по проекту и при содействии СССР, а к открытию этой ГЭС в 1978 году была приурочена ещё одна марка. В 1969 году в серии «Международная ярмарка в Дамаске» присутствовала марка номиналом в 12½ пара, на которой был запечатлён русский народный танец. Две марки с портретом В. И. Ленина появились накануне празднования 100-летия со дня его рождения.
Помимо этого, в Сирии также печатаются тематические марки, на которых изображены цветы, фрукты, птицы, народные костюмы, спорт и т. д.

## Другие виды почтовых марок

### Авиапочтовые
Первые авиапочтовые марки вышли в свет в декабре 1920 года. Для этой цели в рамке на марках выпуска 1920 года производилась надпечатка «Poste par avion» («Авиапочта»). Эти марки применялись для оплаты авиапочты на линиях Халеб — Александретта и Халеб — Дейр-эз-Зор. Их тираж составлял 3,5 тыс. полных серий.
В 1923 году были изданы четыре авиамарки с надпечаткой «Syrie Grand Liban» («Сирия — Великий Ливан») двух типов.
В начале 1925 года в рамках 4-й стандартной серии (оригинальных рисунков) были эмитированы четыре марки той же серии с надпечаткой «Авиа» на французском и арабском языках. В марте 1925 года на этих же стандартных марках вместо соответствующей надписи была помещена надпечатка силуэта самолёта[≡].
После провозглашения независимости в первую памятную серию, появившуюся в апреле 1942 года, были включены две авиапочтовые марки. В дальнейшем, вплоть до 1958 года, во всех регулярных сериях независимой Сирии, как правило, присутствовали марки авиапочты. Надпись на этих марках гласила: англ. «Air Mail» («Авиапочта»).

### Доплатные
Первые сирийские доплатные марки были эмитированы в 1920 году в Арабском королевстве Сирия в виде надпечатки арабского текста на марках Турции. В том же году была издана доплатная марка оригинального рисунка с надписями на арабском языке, в дальнейшем в обращение поступили доплатные марки, представлявшие собой надпечатанные марки Франции.
В 1923 году были выпущены пять доплатных марок с надпечатками фр. «Syrie Grand Liban» («Сирия — Великий Ливан»). В 1925 году появились доплатные марки семи номиналов оригинальных рисунков — с изображением ландшафтов страны. К 1963 году было эмитировано 38 доплатных марок.
Серия доплатных марок издавалась в САР в 1965 году.

### Почтово-благотворительные
В 1926 году в продажу поступила первая серия почтово-благотворительных марок, дополнительный сбор от которых предназначался в пользу беженцев.

### Почтово-налоговые

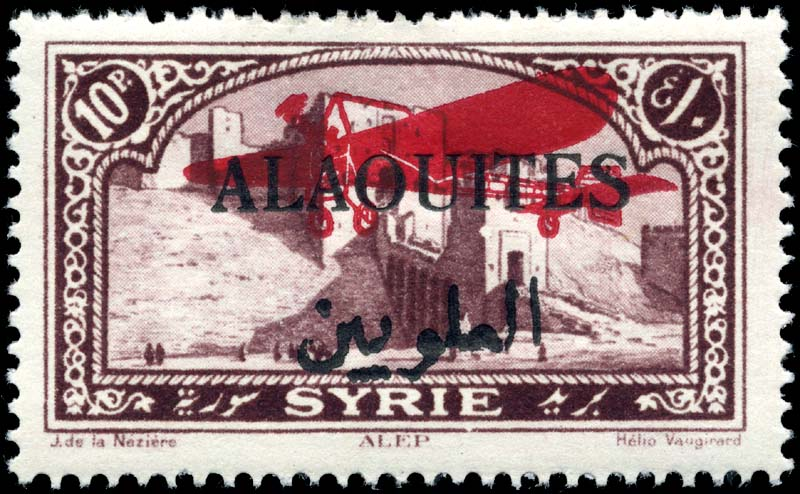
Двойная и надпись «ALAOUITES» («Алавиты»), наносившаяся в 1926 году для выпуска Государства Алавитов

В 1945—1949 годах в обращении были почтово-налоговые марки, сбор от которых направлялся в фонд вооружённых сил.

## Региональные выпуски Государства Алавитов
В 1925—1937 годах на территории области алавитов (с 1930 года — Латакии) были в обращении собственные почтовые марки.

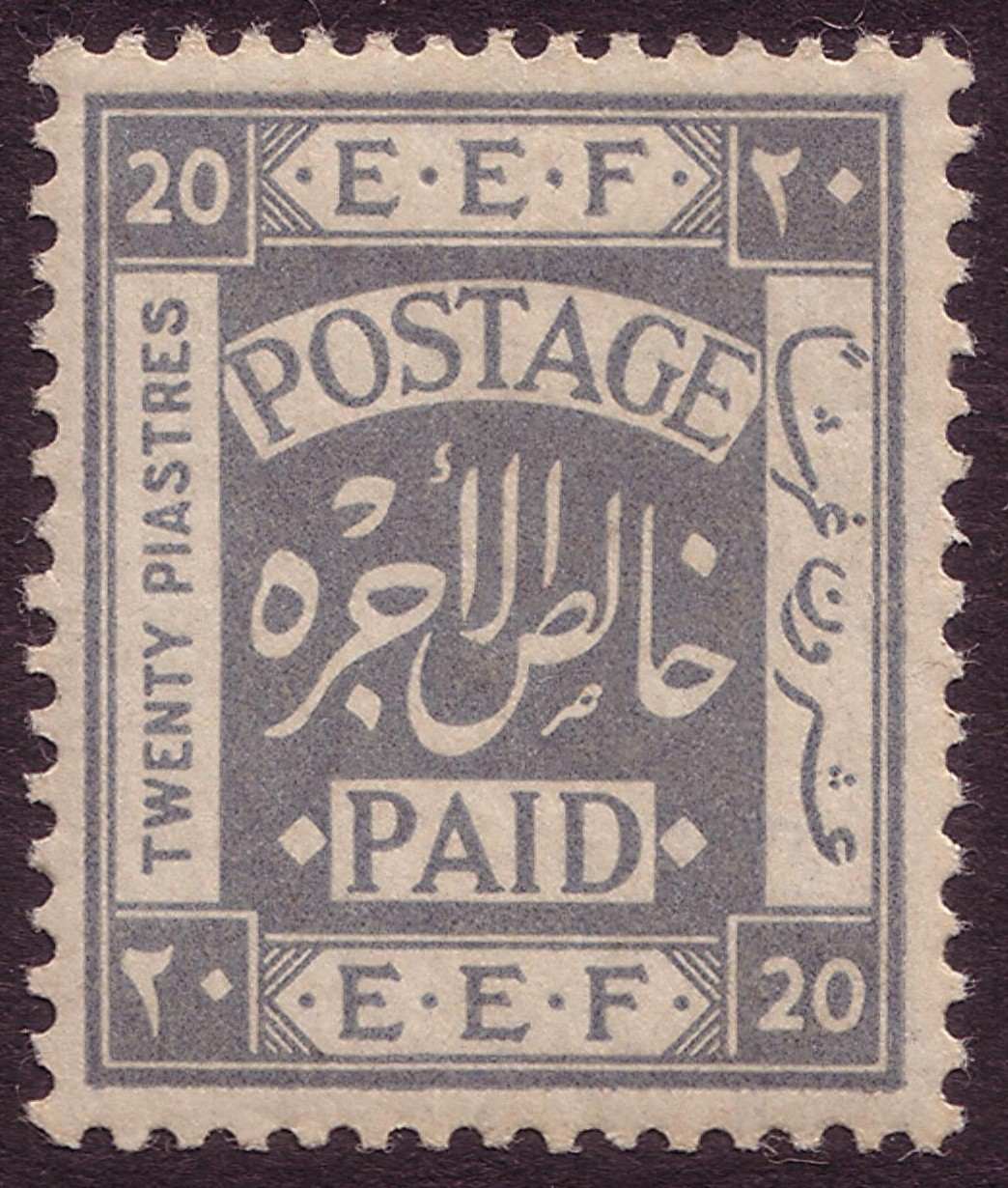
Негашеная марка Египетской экспедиционной армии, которую можно было приобрести в почтовых отделениях армии в Сирии (1918)

## Оккупационные выпуски

### Египетская экспедиционная армия
Во время оккупации южной части Сирии англо-египетскими войсками в обращение были введены марки британского военного управления с надписью «EEF» (от англ. Egyptian Expeditionary Force — «Египетская экспедиционная армия»).
Данные марки были в употреблении на занятых британцами территориях с 23 сентября 1918 года по 23 февраля 1922 года, в том числе на сирийских землях до конца 1919 года.

### Выпуски острова Руад
В 1916—1923 годах островной сирийский город Руад (Арвад) находился под французской оккупацией. С 1916 по 1918 год здесь было выпущено 16 почтовых марок номиналами в пиастрах и сантимах. Марки производились посредством надпечатки на марках Франции: фр. «Ile Rouad» («Остров Руад»).

### Местный выпуск в Айн-Табе
В 1921 году в Айн-Табе на имевшихся в наличии запасах турецких почтовых марок четырёх номиналов 1916—1917 годов выпуска были сделаны надпечатки текста «OMF Syrie» («Французская военная оккупация. Сирия») чёрного и красного цвета и новых номиналов.

## Выпуски Свободных французских сил
В 1941—1946 годах для почтового обслуживания дислоцированных в Сирии и Ливане Свободных французских сил выпускались специальные марки. Они изготавливались с помощью надпечаток: «Forces françaises libres» («Свободные французские силы»), «Lignes aériennes FAFL» («Авиалинии ВВС Свободной Франции»), «Levant» («Левант»). Всего насчитывают 11 почтовых марок и два блока, эмитированных Свободными французскими силами.